# Sân vận động Olympic Helsinki
Sân vận động Olympic Helsinki (tiếng Phần Lan: Helsingin Olympiastadion; tiếng Thụy Điển: Helsingfors Olympiastadion), nằm ở quận Töölö, cách trung tâm thủ đô Helsinki của Phần Lan khoảng 2,3 km (1,4 dặm), là sân vận động lớn nhất đất nước, ngày nay chủ yếu được sử dụng để tổ chức các sự kiện thể thao và các buổi hòa nhạc lớn. Sân vận động này được biết đến nhiều nhất vì là trung tâm của các hoạt động trong Thế vận hội Mùa hè 1952. Trong các trận đấu đó, sân đã tổ chức các môn điền kinh, nhảy ngựa và các trận chung kết môn bóng đá.
Sân vận động cũng là nơi tổ chức Giải vô địch bandy thế giới lần đầu tiên vào năm 1957, Giải vô địch điền kinh thế giới đầu tiên vào năm 1983 cũng như Giải vô địch điền kinh thế giới 2005. Nơi đây đã đăng cai tổ chức Giải vô địch điền kinh châu Âu vào các năm 1971, 1994 và 2012. Đây cũng là sân nhà của đội tuyển bóng đá quốc gia Phần Lan.
Sân vận động mở cửa trở lại vào tháng 8 năm 2020 sau 4 năm cải tạo.

## Lịch sử

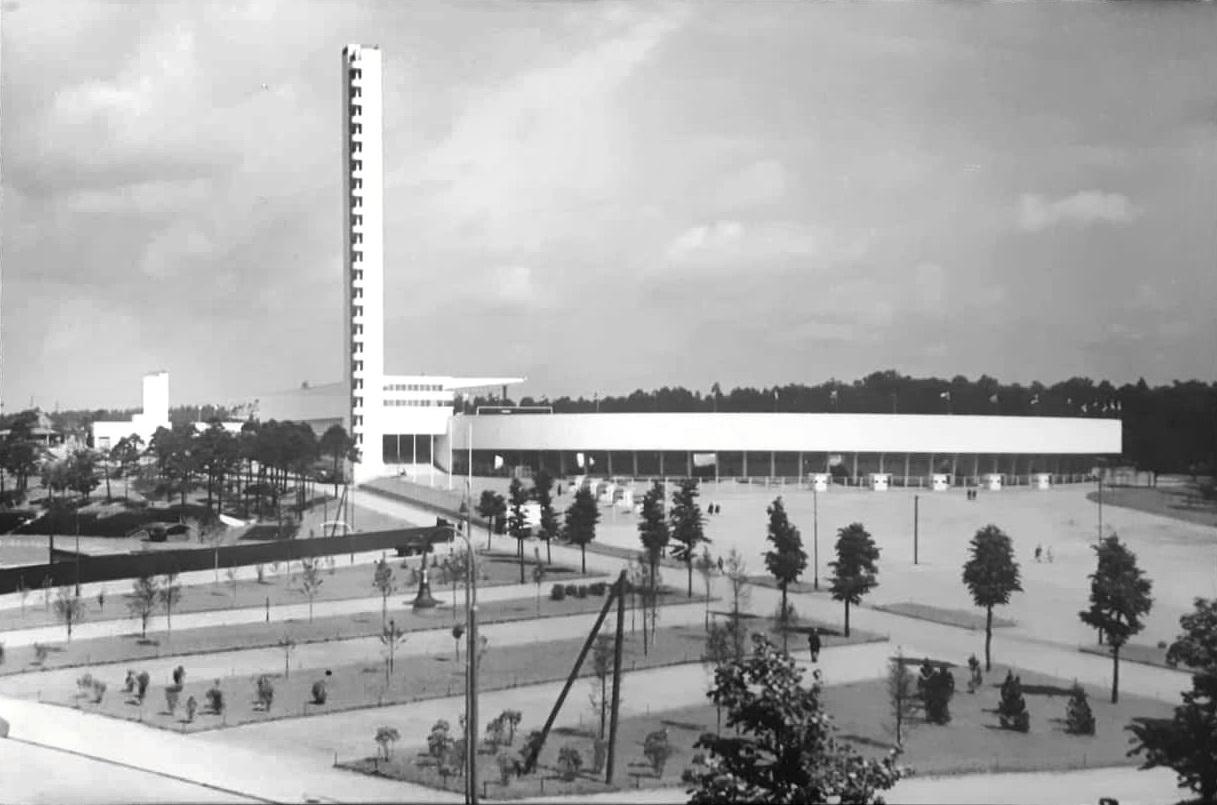
Sân vận động Olympic Helsinki vào năm 1938 ngay sau khi hoàn thành. Sân vận động, được xây dựng lần đầu cho Thế vận hội 1940, phải đợi đến năm 1952 mới được sử dụng như một nhà thi đấu cho Thế vận hội vì chiến tranh dẫn đến sự kiện bị hủy bỏ.

Sân vận động Olympic được thiết kế theo phong cách tiện dụng bởi các kiến trúc sư Yrjö Lindegren và Toivo Jäntti. Việc xây dựng Sân vận động Olympic bắt đầu vào năm 1934 và hoàn thành vào năm 1938, với mục đích tổ chức Thế vận hội Mùa hè 1940, sân vận động này đã được chuyển từ Tokyo đến Helsinki trước khi bị hủy bỏ do Chiến tranh thế giới thứ hai. Thay vào đó, sân đã tổ chức Thế vận hội Mùa hè 1952 hơn một thập kỷ sau đó. Sân vận động cũng là địa điểm chính cho Thế vận hội Công nhân Mùa hè 1943 bị hủy bỏ.
Đây là địa điểm tổ chức Giải vô địch bandy thế giới lần đầu tiên vào năm 1957.
Sân vận động được hiện đại hóa hoàn toàn vào năm 1990–1994 và cũng được cải tạo ngay trước Giải vô địch điền kinh thế giới 2005.
Năm 2006, một bộ phim truyền hình của Mỹ, The Amazing Race 10, có một trong những tập của nó kết thúc tại Tháp Sân vận động Olympic. Theo nhiệm vụ, các đội phải thực hiện một cuộc đua trực diện (được gọi là Angel Dive) xuống Tháp Olympic Helsinki.
Kể từ tháng 3 năm 2007, một con cú đại bàng Á-Âu đã được phát hiện sống trong và xung quanh sân vận động. Vào ngày 6 tháng 6 năm 2007, trong một trận đấu ở vòng loại Euro 2008, con cú đã trì hoãn trận đấu mười phút sau khi đậu trên một cột khung thành. Con cú sau đó được đặt tên là Bubi và được mệnh danh là Cư dân của năm ở Helsinki.
Lễ kỷ niệm 50 năm Thế vận hội Olympic Helsinki được tổ chức tại Sân vận động Olympic Helsinki là mô típ chính cho một trong những đồng tiền kỷ niệm bằng bạc euro đầu tiên của Phần Lan, đồng xu kỷ niệm 50 năm Thế vận hội Olympic Helsinki, được đúc vào năm 2002. Ở mặt sấp, một khung cảnh của Sân vận động Olympic Helsinki có thể được nhìn thấy. Ở bên phải, đồng xu kỷ niệm 500 markka được đúc vào năm 1952 để kỷ niệm sự kiện này được mô tả.

## Đặc trưng

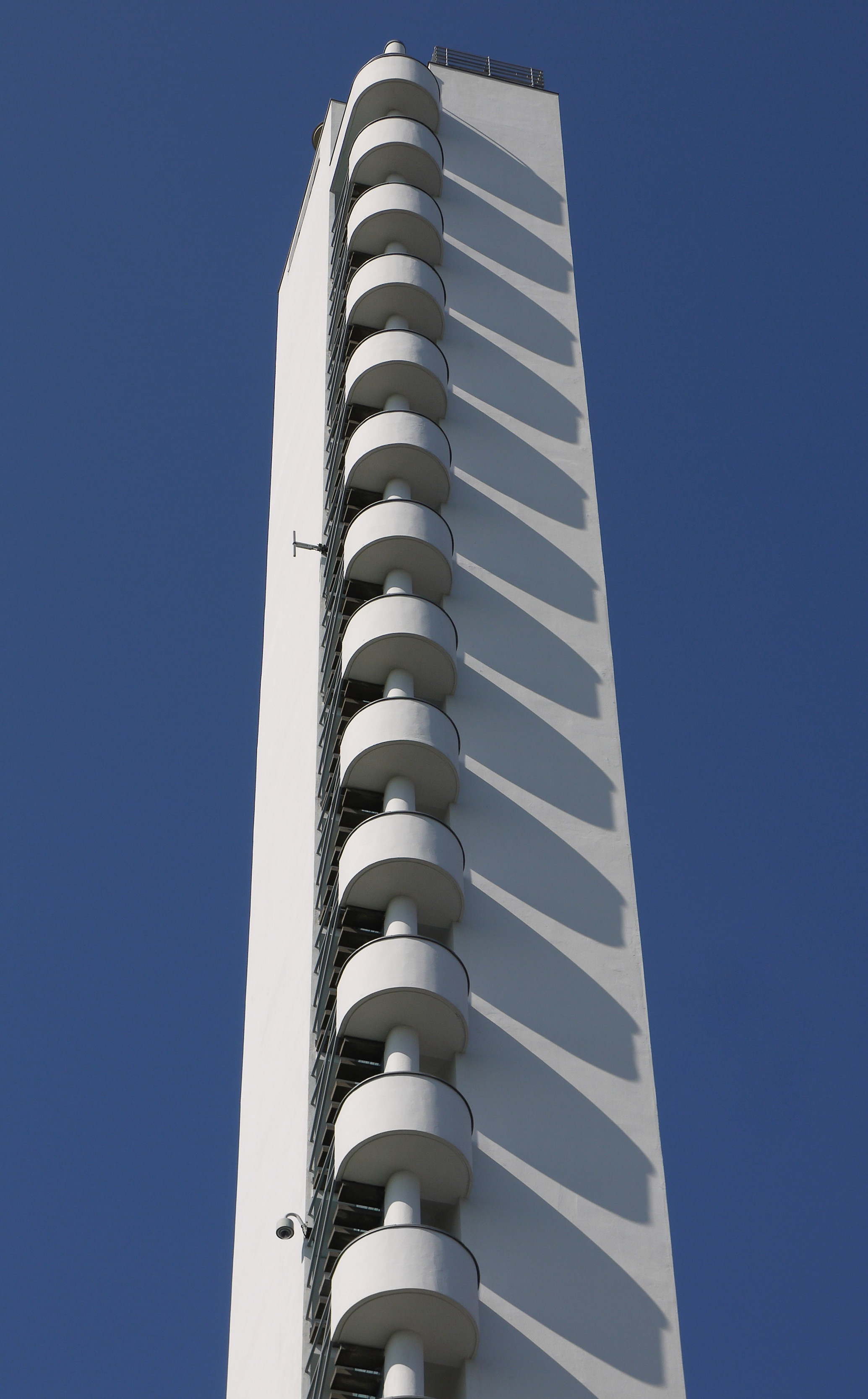
Tòa tháp của Sân vận động Olympic Helsinki, một cột mốc khác biệt với chiều cao 72,71 m.

Sức chứa khán giả của sân vận động đã đạt mức tối đa trong Thế vận hội Mùa hè 1952 với hơn 70.000 khán giả. Ngày nay, sân vận động có 40.600 chỗ ngồi dành cho khán giả. Trong các buổi hòa nhạc, tùy theo quy mô sân khấu, sức chứa là 45.000–50.000 người.
Tòa tháp của sân vận động, một cột mốc khác biệt với chiều cao 72,71 mét (238,5 ft), đo chiều dài của chiếc huy chương vàng mà Matti Järvinen giành được trong môn ném lao tại Thế vận hội Mùa hè 1932, mở cửa cho du khách và mang đến những khung cảnh ấn tượng trên Helsinki. Có thể nhìn thấy Telia 5G -areena liền kề.
Một ký túc xá sinh viên nằm trong khu liên hợp sân vận động.

## Tương lai

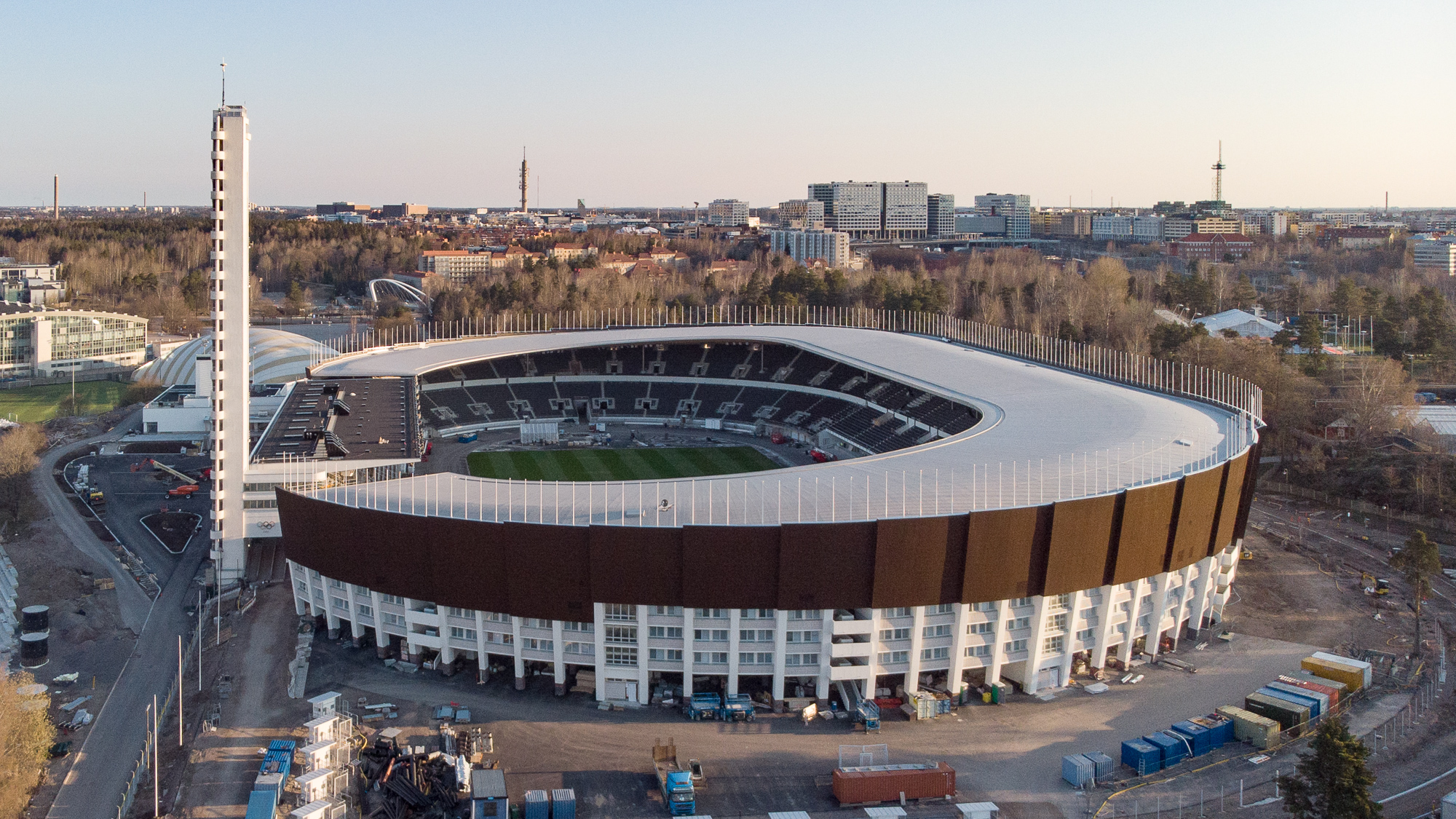
Cải tạo sân vận động gần hoàn thành vào tháng 4 năm 2020

Công việc cải tạo lớn tại sân vận động bắt đầu vào mùa xuân năm 2016. Trong quá trình cải tạo, tất cả các khán đài sẽ được che phủ bằng mái che và khu vực mặt sân và các đường chạy sẽ được làm mới. Sân cũng sẽ cung cấp các khu vực nhà hàng mở rộng và nhiều địa điểm thể thao trong nhà hơn.
Chi phí dự kiến của việc cải tạo hiện là 261 triệu euro, cao hơn 50 triệu so với chi phí dự kiến ban đầu. Nhà nước Phần Lan và Thành phố Helsinki là những nhà tài trợ cho việc cải tạo.

## Sự kiện

### Sự kiện thể thao
- Thế vận hội Mùa hè 1952
- Giải vô địch bandy thế giới 1957
- Giải vô địch điền kinh châu Âu 1971
- Giải vô địch điền kinh thế giới 1983
- Giải vô địch điền kinh châu Âu 1994
- Giải vô địch điền kinh thế giới 2005
- Giải vô địch bóng đá nữ châu Âu 2009 (4 trận đấu vòng bảng và trận chung kết)
- Giải vô địch điền kinh châu Âu 2012
- Siêu cúp châu Âu 2022 (đã lên kế hoạch)[4]

### Buổi hòa nhạc
| Ngày                | Nghệ sĩ            | Hỗ trợ                            | Chuyến lưu diễn                       |
| ------------------- | ------------------ | --------------------------------- | ------------------------------------- |
| 2 tháng 9 năm 1970  | The Rolling Stones | Junior Wells All Stars Buddy Guy  | The Rolling Stones European Tour 1970 |
| 4 tháng 8 năm 1992  | Dire Straits       | Was (Not Was)                     | On Every Street Tour                  |
| 6 tháng 6 năm 1995  | The Rolling Stones | Robert Cray                       | Voodoo Lounge Tour                    |
| 19 tháng 7 năm 1996 | Bon Jovi           | Lemonator Babylon Zoo             | These Days Tour                       |
| 9 tháng 8 năm 1996  | Tina Turner        | –                                 | Wildest Dreams Tour                   |
| 9 tháng 8 năm 1997  | U2                 | Audioweb                          | PopMart Tour                          |
| 24 tháng 8 năm 1997 | Michael Jackson    | –                                 | HIStory World Tour                    |
| 26 tháng 8 năm 1997 | Michael Jackson    | –                                 | HIStory World Tour                    |
| 25 tháng 6 năm 1998 | Elton John         | –                                 | –                                     |
| 5 tháng 8 năm 1998  | The Rolling Stones | –                                 | Bridges to Babylon Tour               |
| 5 tháng 8 năm 1999  | Mestarit           | –                                 | –                                     |
| 26 tháng 6 năm 2001 | AC/DC              | George Thorogood & The Destroyers | Stiff Upper Lip World Tour            |
| 16 tháng 6 năm 2003 | Bruce Springsteen  | –                                 | The Rising Tour                       |
| 17 tháng 6 năm 2003 | Bruce Springsteen  | –                                 | The Rising Tour                       |
| 16 tháng 7 năm 2003 | The Rolling Stones | ZZ Top The Hellacopters           | Licks Tour                            |
| 28 tháng 5 năm 2004 | Metallica          | Slipknot Lostprophets             | Madly in Anger with the World Tour    |
| 17 tháng 6 năm 2004 | Paul McCartney     | –                                 | 2004 Summer Tour                      |
| 11 tháng 6 năm 2007 | Genesis            | –                                 | Turn It On Again: The Tour            |
| 15 tháng 7 năm 2007 | Metallica          | HIM Diablo                        | Sick of the Studio '07                |
| 1 tháng 8 năm 2007  | The Rolling Stones | Toots & The Maytals               | A Bigger Bang Tour                    |
| 16 tháng 6 năm 2008 | Bon Jovi           | MoonMadness                       | Lost Highway Tour                     |
| 11 tháng 7 năm 2008 | Bruce Springsteen  | –                                 | Magic Tour                            |
| 18 tháng 7 năm 2008 | Iron Maiden        | Avenged Sevenfold Lauren Harris   | Somewhere Back in Time World Tour     |
| 17 tháng 6 năm 2009 | AC/DC              | The Answer Blake                  | Black Ice World Tour                  |
| 20 tháng 8 năm 2010 | U2                 | Razorlight                        | U2 360° Tour                          |
| 21 tháng 8 năm 2010 | U2                 | Razorlight                        | U2 360° Tour                          |
| 17 tháng 6 năm 2011 | Bon Jovi           | Block Buster The Breakers         | Bon Jovi Live                         |
| 8 tháng 7 năm 2011  | Iron Maiden        | Alice Cooper                      | The Final Frontier World Tour         |
| 31 tháng 7 năm 2012 | Bruce Springsteen  | –                                 | Wrecking Ball World Tour              |
| 12 tháng 8 năm 2012 | Madonna            | Martin Solveig                    | The MDNA Tour                         |
| 20 tháng 7 năm 2013 | Iron Maiden        | Amorphis Sabaton Ghost            | Maiden England World Tour             |
| 27 tháng 7 năm 2013 | Muse               | Mew French Films                  | The 2nd Law World Tour                |
| 22 tháng 8 năm 2014 | Cheek              | JVG                               | –                                     |
| 22 tháng 8 năm 2014 | Cheek              | JVG                               | –                                     |
| 27 tháng 6 năm 2015 | One Direction      | Isac Elliot McBusted              | On the Road Again Tour                |
| 16 tháng 8 năm 2015 | Jari Sillanpää     | –                                 | –                                     |